# Panoquina errans
Panoquina errans је врста лептира из породице скелара (лат. Hesperiidae).

## Распрострањење
Врста има станиште у Мексику и Сједињеним Америчким Државама.

## Станиште
Врста Panoquina errans има станиште на копну.

## Угроженост
Ова врста је на нижем степену опасности од изумирања, и сматра се скоро угроженим таксоном.